# Clinotanypus guamensis
Clinotanypus guamensis är en tvåvingeart som beskrevs av Tokunaga 1964. Clinotanypus guamensis ingår i släktet Clinotanypus och familjen fjädermyggor.
Artens utbredningsområde är Guam. Inga underarter finns listade i Catalogue of Life.